# Хаматов Айрат Касимович
Хаматов Айрат Касимович (тат. Айрат Касыйм улы Хәмматов, рос. Хаматов Айрат Касимович; 2 лютого 1965, селище Дербишки, Казань) — радянський і російський боксер, чемпіон світу, призер чемпіонату Європи серед аматорів.

## Спортивна кар'єра
Боксом Айрат Хаматов займався з дванадцяти років. Пройшов спортивний шлях від першості Татарії до чемпіонатів СРСР, на яких 1986 року (до 57 кг) став бронзовим призером, 1989 (до 57 кг) — срібним, а 1991 року став чемпіоном СРСР (до 60 кг).
На чемпіонаті світу 1989 став чемпіоном, здобувши п'ять перемог, у тому числі в півфіналі над Арнальдо Меса (Куба) — 14-12 і у фіналі над Киркором Киркоровим (Болгарія) — RSC 3.
1990 року став бронзовим призером Ігор доброї волі.
На чемпіонаті Європи 1991 здобув перемоги над Мартіном Гарлі (Англія), Тібором Рафаелем (Чехословаччина) та Тончо Тончевим (Болгарія), а у фіналі програв Васіле Ністор (Румунія) і отримав срібну медаль.
1992 року був другим на першості СНД і до складу Об'єднаної команди на Олімпійські ігри 1992 не потрапив.
Протягом 1992—1994 років провів вісім боїв на професійному рингу.
З 2000 року очолював Федерацію боксу Татарстану.